# Dolabra nepheliae
Dolabra nepheliae — вид грибів, що належить до монотипового роду  Dolabra.